# العلاقات التنزانية المارشالية
العلاقات التنزانية المارشالية هي العلاقات الثنائية التي تجمع بين تنزانيا وجزر مارشال.

## مقارنة بين البلدين
هذه مقارنة عامة ومرجعية للدولتين:
| وجه المقارنة                                              | تنزانيا                        | جزر مارشال                     |
| --------------------------------------------------------- | ------------------------------ | ------------------------------ |
| المساحة (كم2)                                             | 947.30 ألف                     | 181                            |
| عدد السكان (نسمة)                                         | 57.31 مليون                    | 53.13 ألف                      |
| الكثافة السكانية (ن./كم²)                                 | 60.5                           | 29.35 ألف                      |
| العاصمة                                                   | دودوما                         | ماجورو                         |
| اللغة الرسمية                                             | اللغة السواحلية، لغة إنجليزية  | لغة إنجليزية، اللغة المارشالية |
| العملة                                                    | شيلينغ تانزاني                 | دولار أمريكي                   |
| الناتج المحلي الإجمالي (بليون دولار)                      | 52.09 مليار                    | 199.40 مليون                   |
| الناتج المحلي الإجمالي (تعادل القوة الشرائية) بليون دولار | 138.73 مليار                   | 207.25 مليون                   |
| الناتج المحلي الإجمالي الاسمي للفرد دولار أمريكي          | 878                            | 3.38 ألف                       |
| الناتج المحلي الإجمالي للفرد دولار أمريكي                 | 2.54 ألف                       | 3.80 ألف                       |
| مؤشر التنمية البشرية                                      | 0.521                          |                                |
| رمز المكالمات الدولي                                      | +255                           | +692                           |
| رمز الإنترنت                                              | .tz                            | .mh                            |
| المنطقة الزمنية                                           | ت ع م+03:00، توقيت شرق أفريقيا | ت ع م+12:00                    |

## منظمات دولية مشتركة
يشترك البلدان في عضوية مجموعة من المنظمات الدولية، منها:
| علم المنظمة | اسم المنظمة                                 | تاريخ انضمام تنزانيا | تاريخ انضمام جزر مارشال |
| ----------- | ------------------------------------------- | -------------------- | ----------------------- |
|             | البنك الدولي للإنشاء والتعمير               | 10 سبتمبر 1962       | 21 مايو 1992            |
|             | يونسكو                                      | 6 مارس 1962          | 30 يونيو 1995           |
|             | الاتحاد الدولي للاتصالات                    | 31 أكتوبر 1962       | 22 فبراير 1996          |
|             | مؤسسة التمويل الدولية                       | 10 سبتمبر 1962       | 23 سبتمبر 1992          |
|             | منظمة الشرطة الجنائية الدولية               | ?                    | ?                       |
|             | مؤسسة التنمية الدولية                       | 6 نوفمبر 1962        | 19 يناير 1993           |
|             | الأمم المتحدة                               | 14 ديسمبر 1961       | 17 سبتمبر 1991          |
|             | مجموعة دول أفريقيا والكاريبي والمحيط الهادئ | ?                    | ?                       |
|             | منظمة حظر الأسلحة الكيميائية                | ?                    | ?                       |

## وصلات خارجية
- موقع وزارة الخارجية التنزانية